# 밀레 스빌라르
밀레 스빌라르(세르비아어: Mile Svilar, 1999년 8월 27일 ~ )는 세르비아의 축구 선수이다. 그의 포지션은 골키퍼로, 현재 이탈리아 세리에 A의 로마에서 활약하고 있다.

## 클럽 경력

### 초기 경력 및 안데를레흐트
스빌라르는 벨기에의 축구 클럽인 KFCO 빌레이크와 베이르스홋 AC의 유소년팀 출신으로, 2010년 벨기에의 명문 클럽 안데를레흐트에 입단하였고, 2016-17 시즌에는 3번째 골키퍼로 1군에 합류했으나, 하지만 그는 어떤 경기에도 출전하지 못하였다.

### 벤피카
2017년 8월 28일, 스빌라르는 프리메이라리가 디펜딩 챔피언 벤피카와 5년 계약을 맺었다. 10월 14일, 그는 1-0으로 이긴 올랴넨스와의 경기에서 데뷔전을 치렀고, 벤피카에서 뛴 최연소 골키퍼가 되었다. 2017년 10월 18일, 국제 대회에서 그는 1-0으로 패한 맨체스터 유나이티드와의 홈 경기에서 18세 52일의 나이로 이케르 카시야스의 UEFA 챔피언스리그 최연소 골키퍼 기록을 깨뜨렸다. 맨체스터 유나이티드와 2-0으로 패한 다시 맞붙은 경기에서, 18세 65일의 나이로, 그는 UEFA 챔피언스리그 경기에서 페널티킥을 막아낸 최연소 골키퍼가 되었고 또한 최연소 자책골을 넣은 선수로도 기록됐다.

### 로마
2022년 7월 1일, 스빌라르는 세리에 A의 로마와 2027년 6월 30일까지 계약을 맺었다.

## 국가대표팀 경력

### 청소년
스빌라르는 벨기에 U-16, 벨기에 U-17, 벨기에 U-18 대표팀의 일원이었다. 그는 아제르바이잔에서 열린 2016년 UEFA U-17 축구 선수권 대회에서 벨기에 U-17 대표팀의 주전 골키퍼였다.

### 성인
벨기에에서 세르비아인 부모 사이에서 태어난 스빌라르는 벨기에와 세르비아에서 뛸 자격이 있다. 2017년 11월 4일, 그는 세르비아 축구 협회의 요청을 수락하면서 2018년 3월에 세르비아 국가대표팀에서 첫 경기를 치르겠다고 발표했다. 하지만 그는 2021년 9월 1일 4-0으로 이긴 카타르와의 친선 경기에서 세르비아 축구 국가대표팀 데뷔전을 치렀다.

## 사생활
스빌라르는 세르비아 여권을 소지하고 있다. 그의 아버지인 라트코는 세르비아의 전 축구 선수로, 포지션은 골키퍼였다.

## 수상 내역
안데를레흐트
- 벨기에 슈퍼컵: 2017[16]

벤피카
- 프리메이라리가: 2018–19